# Chris Barron
Pour les articles homonymes, voir Barron et Gross.
Chris Barron, né Christopher Barron Gross, est un chanteur américain né le 5 février 1968 à Hawaï. 
Il est le chanteur du groupe New Yorkais Spin Doctors.
Il écrit principalement avec Mark White (bassiste des Spin Doctors) les textes de leurs principales chansons comme Two Princes et Little Miss Can't Be Wrong, issues de leur album Pocket Full of Kryptonite.